# Pseudosympycnus bicolor
Pseudosympycnus bicolor is een vliegensoort uit de familie van de slankpootvliegen (Dolichopodidae). De wetenschappelijke naam van de soort werd voor het eerst geldig gepubliceerd in 1967 door Robinson.